# Édgar Crespo
Édgar Roberto Crespo Echeverría (Panama, 11 maggio 1989) è un nuotatore panamense.

## Carriera
Crespo si è affacciato alle competizioni internazionali nel 2005, anno da cui ha iniziato a partecipare a numerose manifestazioni regionali come i Giochi centramericani e caraibici, i Giochi bolivariani, i Giochi centramericani, i Giochi sudamericani e i Giochi panamericani.

Nel 2006 prende parte ai Mondiali giovanili di Rio de Janeiro dove ha vinto la prima medaglia di bronzo, la prima medaglia in assoluto per il Panama.
Grazie alla sua attività sportiva, Crespo ha ottenuto una borsa di studio presso l'Università Cristiana del Texas negli Stati Uniti, dove ha gareggiato per la squadra universitaria dal 2008 al 2012.
Dal 2008, ha rappresentato la propria nazionale ai Giochi olimpici per tre edizioni consecutive.

## Palmarès
| Anno | Manifestazione      | Sede                | Evento        | Risultato | Prestazione | Note              |
| ---- | ------------------- | ------------------- | ------------- | --------- | ----------- | ----------------- |
| 2005 | Giochi bolivariani  | Pereira             | 100 m rana    | 6º        | -           |                   |
| 2005 | Giochi bolivariani  | Pereira             | 100 m delfino | 7º        | -           |                   |
| 2006 | Mondiali giovanili  | Rio de Janeiro      | 50 m rana     | Bronzo    | 29"13       |                   |
| 2006 | Giochi CAC          | Cartagena de Indias | 50 m rana     | Bronzo    | 29"11       |                   |
| 2006 | Giochi CAC          | Cartagena de Indias | 100 m rana    | 8º        | 1'08"06     |                   |
| 2006 | Giochi sudamericani | Buenos Aires        | 50 m rana     | Argento   | 29"48       |                   |
| 2008 | Giochi olimpici     | Pechino             | 100 m rana    | 53º       | 1'03"72     |                   |
| 2009 | Giochi bolivariani  | Sucre               | 50 m rana     | Oro       | -           |                   |
| 2009 | Giochi bolivariani  | Sucre               | 100 m rana    | Argento   | -           |                   |
| 2009 | Mondiali            | Roma                | 50 m rana     | 67º       | 29"01       |                   |
| 2009 | Mondiali            | Roma                | 100 m rana    | 64º       | 1'02"92     |                   |
| 2009 | Mondiali            | Roma                | 200 m rana    | 58º       | 2'24"08     |                   |
| 2010 | Giochi CAC          | Mayagüez            | 50 m rana     | Oro       | 28"49       |                   |
| 2010 | Giochi CAC          | Mayagüez            | 100 m rana    | Oro       | 1'02"07     |                   |
| 2010 | Giochi CAC          | Mayagüez            | 200 m rana    | Argento   | 2'17"48     |                   |
| 2011 | Mondiali            | Shanghai            | 50 m rana     | 21º       | 28"15       |                   |
| 2011 | Mondiali            | Shanghai            | 100 m rana    | 40º       | 1'01"94     |                   |
| 2011 | Mondiali            | Shanghai            | 200 m rana    | 36º       | 2'17"38     |                   |
| 2012 | Giochi olimpici     | Londra              | 100 m rana    | 35º       | 1'02"18     |                   |
| 2013 | Giochi bolivariani  | Trujillo            | 50 m rana     | Oro       | 28"75       |                   |
| 2013 | Giochi bolivariani  | Trujillo            | 100 m rana    | Argento   | 1'02"25     |                   |
| 2013 | Giochi bolivariani  | Trujillo            | 200 m rana    | Argento   | 2'19"02     |                   |
| 2013 | Mondiali            | Barcellona          | 50 m rana     | 28º       | 27"89       |                   |
| 2013 | Mondiali            | Barcellona          | 100 m rana    | 37º       | 1'01"95     |                   |
| 2014 | Giochi sudamericani | Santiago del Cile   | 100 m rana    | Bronzo    | 1'02"58     |                   |
| 2014 | Giochi CAC          | Veracruz            | 50 m rana     | Argento   | 28"35       |                   |
| 2014 | Giochi CAC          | Veracruz            | 100 m rana    | Bronzo    | 1'02"45     |                   |
| 2015 | Mondiali            | Kazan'              | 50 m rana     | 34º       | 28"29       |                   |
| 2015 | Mondiali            | Kazan'              | 100 m rana    | 40º       | 1'02"37     |                   |
| 2016 | Giochi olimpici     | Rio de Janeiro      | 100 m rana    | 41º       | 1'02"78     |                   |
| 2017 | Giochi bolivariani  | Santa Marta         | 100 m rana    | Bronzo    | -           |                   |
| 2017 | Mondiali            | Budapest            | 50 m rana     | 32º       | 27"93       |                   |
| 2017 | Mondiali            | Budapest            | 100 m rana    | 32º       | 1'01"74     |                   |
| 2018 | Giochi CAC          | Barranquilla        | 50 m rana     | Oro       | 27"56       | Record dei Giochi |